# Václav Cífka
Václav Cífka, též uváděn jako Wenceslau Cifka (20. června 1811, Třebíz – 29. března 1884, Lisabon, Portugalsko) byl všestranný český umělec, který se prosadil zejména jako zahradní architekt u portugalského královského dvora. Byl také průkopníkem fotografických technik; je tak autorem prvních fotografií členů královské rodiny, například krále Ferdinanda II. Zabýval se také malbou na majoliku a porcelán.

## Život
Václav Cífka se narodil v Třebízi u Slaného. Jeho otcem byl chalupník Martin Cífka, matkou Anna, rozená Snopová.

### Odjezd do Portugalska
Do Portugalska byl povolán ve 25 letech Ferdinandem II. ze sasko-kobursko-gothajské dynastie. Ten se narodil ve Vídni a ve 20 letech se oženil s ovdovělou portugalskou královnou Marií II.
V portugalské Sintře, která je dnes součástí Světového dědictví UNESCO, Václav Cífka vytvořil rozlehlý zahradní park v romantickém duchu. Kromě toho pracoval na výzdobě Paláce Pena typickým portugalským keramickým prvkem - dlaždicemi azulejos.

### Fotografem královské rodiny
Cífka byl nadšeným průkopníkem raných fotografických technik - daguerrotypie. Stal se majitelem zřejmě prvního stálého daguerrotypického ateliéru v Lisabonu. Naučil se však i další fototechniky. Pořádal výstavy a časem získal titul dvorního fotografa portugalského krále. Vznikly tak první fotografie členů královské rodiny, která byla do té doby pouze portrétována malíři. Vztahy mezi Cífkou a panovníkem byly natolik dobré, že jej Cífka doprovázel i na zahraničních cestách.

### Další umělecká tvorba
Václav Cífka se věnoval také malbě na majoliku a porcelán. Několik uměleckých předmětů ze své tvorby vystavoval na světové výstavě v Paříži, kde získal zlatou medaili. Náhodou se zde setkal s pražským architektem Josefem Mockerem, přičemž zjistili, že mezi sebou mají příbuzenský vztah. Začali si pak dopisovat a díky jejich kontaktům získalo České průmyslové muzeum Vojty Náprstka několik exemplářů majoliky.

## Fotografie

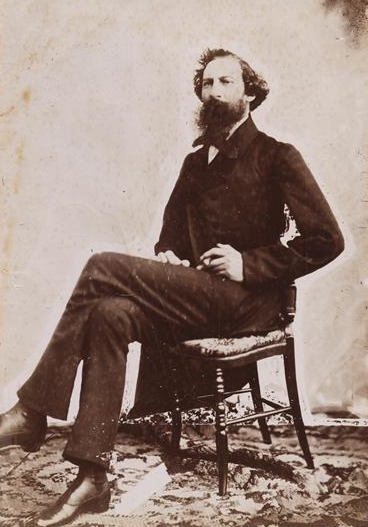
Portugalský král Ferdinand II. (1859)
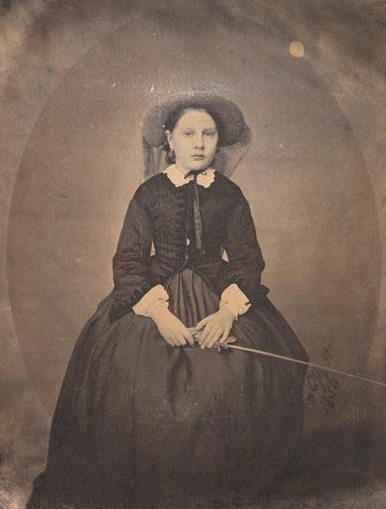
Infantka Antonie Portugalská, dcera krále Ferdinanda II. (1856)
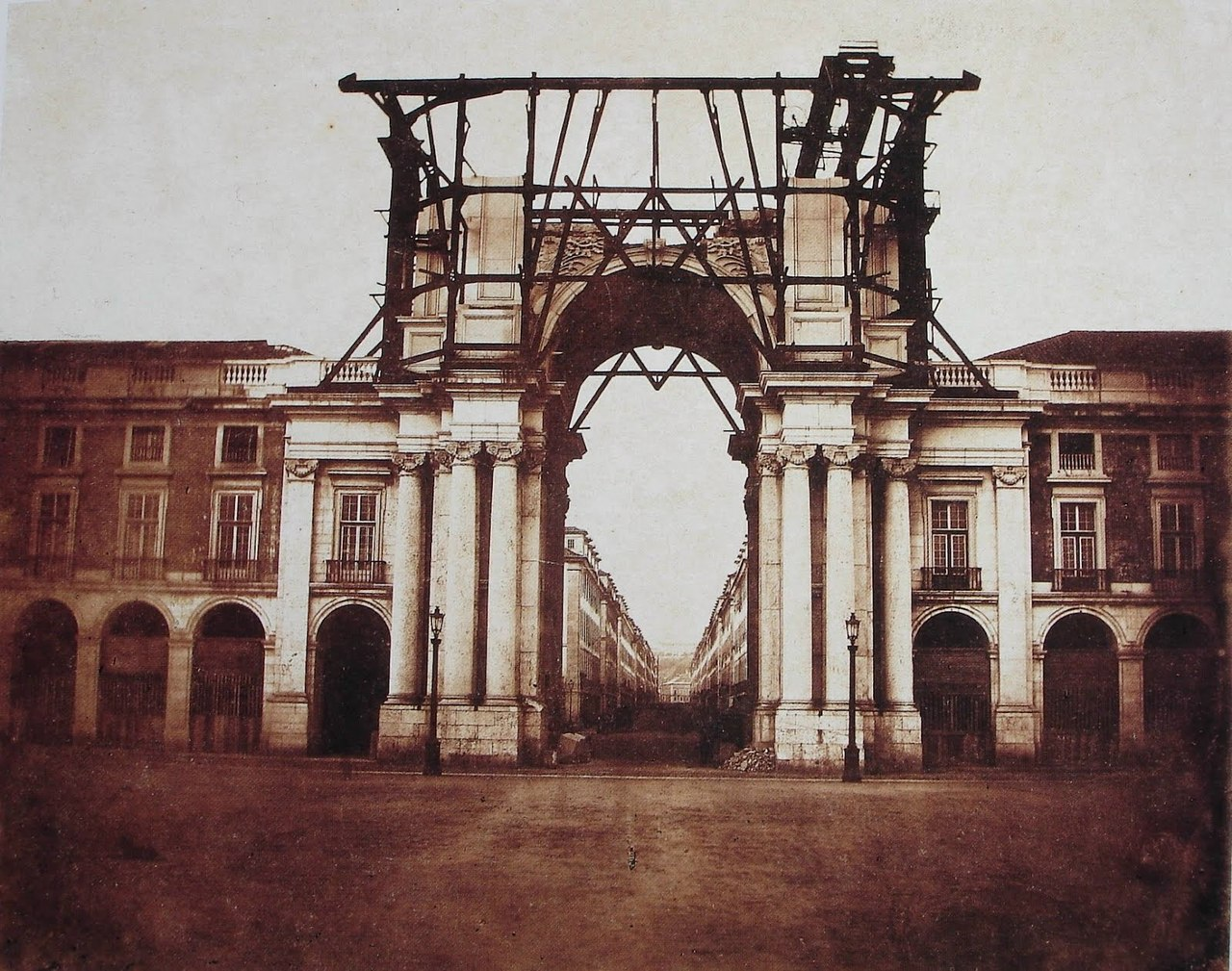
Fotografie stavby vítězného oblouku na Praça do Comércio v Lisabonu
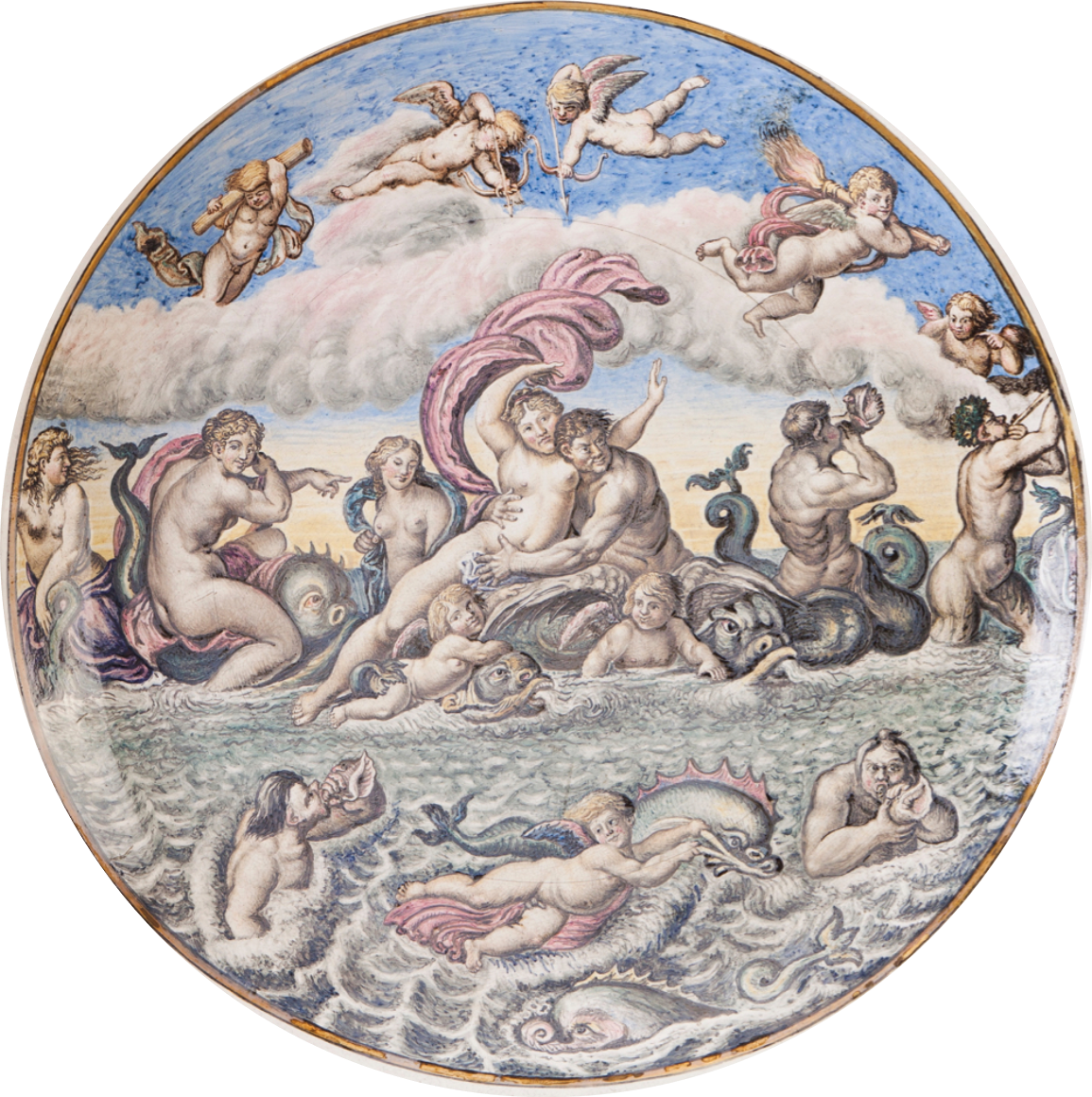
Keramický talíř s výjevem Triumf Galatei, 1875